# 어드밴스 가디언 히어로즈
《어드밴스 가디언 히어로즈》는 트레저가 제작한 진행형 격투 게임이다. 1996년 세가 새턴으로 발매됐던 《가디언 히어로즈》의 후속작으로, 게임보이 어드밴스 플랫폼으로 개발돼 일본서 2004년 9월 22일 처음 출시됐다.
전작의 진행형 격투 게임 방식의 게임플레이를 물려받아 여러 명의 플레이어 캐릭터들을 이용해 다양한 공격을 펼칠 수 있다. 공중 대시와 반격같은 물리형 기술 이외에 마나 미터를 소모하는 마법 공격을 사용할 수 있다.

## 반응
《어드밴스 가디언 히어로즈》는 리뷰 애그리게이터 웹사이트 메타크리틱에서 65/100점을 기록해 "복합적 및 평균적인 평가"를 받았다.

## 참조

### 내용주
1. ↑  영어: Advance Guardian Heroes